# Uznam i Wolin
Uznam i Wolin (313.21) – mezoregion fizycznogeograficzny Pobrzeża Szczecińskiego, obejmujący Uznam, większą część Wolina, a także wiele mniejszych wysepek we wstecznej delcie Świny. Region ten oddziela Zalew Szczeciński od Zatoki Pomorskiej, a jego powierzchnia wynosi około 424 km².
Jądro wysp stanowią wzgórza moren czołowych, do których wskutek działalności fal morskich przyrosły piaszczyste wały brzegowe przekształcane eolicznie w niewysokie wydmy. Procesy brzegowe są stale aktywne, o czym świadczą falezy, zwłaszcza od strony Zatoki Pomorskiej.
Uznam i Wolin (313.21) - mezoregion budują wzgórza moren czołowych sięgające 115 m n.p.m. (góra Grzywacz). Jest tam Woliński Park Narodowy powołany do ochrony unikalnego krajobrazu z malowniczymi klifami. We wschodniej części mezoregionu wstępują powierzchnie gleb ornych zaliczonych do 4 kompleksu przydatności rolniczej (kpr) na glebach płowych oraz 6 i 7 kpr na glebach rdzawych. W zachodniej części mezoregionu obok gleb bielicoziemnych występują także powierzchnie zaliczonych do kompleksu użytków zielonych 3z na glebach torfowych i glebach murszowych. 

## Mikroregiony
W regionalizacji geograficznej Polski opracowanej przez Jerzego Kondrackiego, początkowo wyróżnionych zostało 9 mikroregionów Uznamu i Wolina, jednak po korektach dokonanych przez samego autora, Mierzeja Dziwny została zaklasyfikowana jako mikroregion Wybrzeża Trzebiatowskiego. Poprawiony podział mezoregionu obejmuje 8 mikroregionów, spośród których 7 znajduje się wyłącznie na wyspie Wolin:
1. Brama Świny
2. Pasmo Wolińskie
3. Pagórki Lubińsko-Wapnickie
4. Pojezierze Wolińskie
5. Równina Dargobądzka
6. Mokrzyckie Góry
7. Obniżenie Kodrąbskie
8. Półwysep Rów.